# Jolanta Lange
Jolanta Małgorzata Lange, wcześniej po mężu Gontarczyk, z domu Pławska (ur. 18 września 1949 w Łodzi) – polska socjolożka, doktor nauk humanistycznych, w okresie PRL tajna współpracowniczka Służby Bezpieczeństwa, także podczas pobytu na emigracji. W ramach działalności przykrywkowej działaczka solidarnościowa i katolicka. Po transformacji działaczka lewicowa i feministyczna, radna sejmiku mazowieckiego i członkini zarządu województwa (2001–2002). Po odejściu z aktywnej polityki działaczka na rzecz praw człowieka, założycielka oraz wiceprezes zarządu (od 2006) Stowarzyszenia na rzecz Rozwoju Społeczeństwa Obywatelskiego „Pro Humanum”. Pracowniczka Centrum Wielokulturowego w Warszawie.

## Życiorys
Urodziła się 18 września 1949. Córka Juliana, który w 1948 zmienił nazwisko z Lange na Pławski, oraz Łucji zd. Szperling. Podjęła studia na Uniwersytecie Łódzkim. Pracę magisterską napisała na temat równości kobiet i mężczyzn w tych samych zawodach. Uzyskała stopień naukowy doktora socjologii w Instytucie Badań Pedagogicznych w Warszawie, została adiunktem w Instytucie Kształcenia Nauczycieli w Łodzi, publikowała materiały o oświacie w tygodniku społeczno-kulturalnym „Odgłosy”. Przed wprowadzeniem stanu wojennego wstąpiła do Niezależnego Samorządnego Związku Zawodowego „Solidarność”. Była przewodniczącą koła „Solidarności” w Instytucie Badań Pedagogicznych.
Jej mężem został Andrzej Gontarczyk, kierownik Przedsiębiorstwa Rozpowszechniania Filmów, w 1981 kierownik łódzkich kin „Gdynia” i „Wisła”. 6 września 1982 oboje wyjechali do Republiki Federalnej Niemiec (w ramach tzw. łączenia rodzin, jako że mieszkała tam krewna Jolanty Gontarczyk) i otrzymali niemieckie obywatelstwo. W 1984 przystąpili do funkcjonującej w Carlsbergu Chrześcijańskiej Służby Wyzwolenia Narodów, kierowanej przez ks. Franciszka Blachnickiego. W toku zaangażowania się w działalność ChSWN małżeństwo podjęło pracę w wydawnictwie „Maximilianum”, którego Jolanta Gontarczyk została kierownikiem, a jej mąż nadzorcą technicznym. W wydawnictwie było wydawane czasopismo „Prawda Krzyż Wyzwolenie”, na łamach którego swoje teksty pisała także Jolanta Gontarczyk. 30 czerwca 1985 została wybrana prezesem ChSWN, pełniła także funkcję sekretarza (Andrzej Gontarczyk został doradcą ks. Blachnickiego). W grudniu 1985 została członkiem Polskiego Towarzystwo Naukowe na Obczyźnie. Została powołana na stanowisko delegata rządu RP na uchodźstwie na terenie Carlsbergu i okolic od 1 sierpnia 1986 (jednocześnie była podległa delegatowi na teren całej RFN, dr Wincentemu Broniwojowi-Orlińskiemu).

### Działalność na rzecz wywiadu PRL i śmierć księdza Blachnickiego
Z biegiem czasu wśród członków ruchu podniosły się głosy niezadowolenia skierowane wobec Gontarczyków, dotyczące osłabienia działalności organizacji i niedomagania samej drukarni, a także pojawiały się plotki o ich podwójnej roli i pracy na rzecz komunistycznych służb specjalnych. W związku z napływającymi do ks. Blachnickiego informacjami o agenturalnej działalności Gontarczyków, w tym przekazanych przez Andrzeja Wirgę ze źródeł „Solidarności Walczącej”, 26 lutego 1987 duchowny zapowiedział, że w ciągu dwóch dni ma otrzymać przesądzające dowody na potwierdzenie tego. Następnego dnia małżeństwo Gontarczyków spotkało się z ks. Blachnickim, który kilka godzin później nagle zmarł (jako oficjalną przyczynę zgonu podano zator płucny). Według niektórych świadków, podczas ostatniego spotkania małżeństwa z duchownym doszło między nimi do kłótni.
Po śmierci księdza Gontarczykowie pozostali w Carlsbergu przez około rok. Po Walnym Zebraniu ChSWN 22 listopada 1987 odeszli z ruchu, po tym jak skierowano wobec nich oskarżenia o działalność agenturalną i dezintegrację organizacji. Podczas konferencji prasowej pod koniec kwietnia 1988, rzecznik rządu Zbigniewa Messnera, Jerzy Urban poinformował o powrocie do Polski po sześciu latach dziennikarza Andrzeja Gontarczyka wraz z żoną Jolantą, spikerką Radia „Wolna Europa”, których określił jako działaczy emigracyjnych struktur politycznych powiązanych z tzw. rządem londyńskim i Solidarnością Walczącą. Zgodnie z informacjami podanymi przez IPN, doniesienia o agenturalnej działalności Jolanty Gontarczyk okazały się prawdziwe. Po powrocie do Polski podjęła na krótko pracę w Akademii Nauk Społecznych.
Według dokumentów wywiadu (Dep. I) MSW PRL została zwerbowana do współpracy ze Służbą Bezpieczeństwa w Łodzi jako tajny współpracownik w 1977 (jej mąż w 1974). Wyniki śledztwa prowadzonego przez Instytut Pamięci Narodowej w latach 2001–2005 wykazały, że oboje, przebywając w latach 80. XX wieku w RFN, działali jako agenci wywiadu SB, realizując zadania pod przykryciem dla XI Wydziału (zajmującego się zwalczaniem dywersji ideologicznej) I Departamentu MSW – Jolanta Gontarczyk jako TW „Panna”, zaś Andrzej Gontarczyk jako TW „Yon”. Ich zadaniem miało być rozbicie środowiska działaczy „Solidarności” w RFN, zaś po poznaniu ks. Blachnickiego zajmowali się jego inwigilacją oraz infiltracją ruchu ChSWN. W kwietniu 1988 zostali ostrzeżeni o ich zdemaskowaniu, po czym zbiegli z Niemiec. W tym samym roku wobec obojga niemiecka prokuratura prowadziła postępowanie podejrzewając ich o szpiegostwo, a po nagłym wyjeździe Gontarczyków do ich mieszkania, w którym pozostawili rzeczy osobiste, wkroczyli funkcjonariusze niemieckiego kontrwywiadu z Federalnego Urzędu Ochrony Konstytucji.
Pierwsze informacje medialne wiążące Jolantę Gontarczyk działającą w polityce z wcześniejszą agentką PRL pojawiły się w 1999. Sekretarz generalny SLD Krzysztof Janik stwierdził wówczas w wywiadzie dla „Gazety Wyborczej”, że przeszłość Joli Gontarczyk jest wewnętrzną sprawą Joli Gontarczyk. Po publikacji tygodnika „Wprost” w 2005 opisującej agenturalną działalność małżeństwa, odeszła z zajmowanego stanowiska w MSWiA. Postanowieniem z 6 lipca 2006 prokurator Oddziałowej Komisji Ścigania Zbrodni przeciwko Narodowi Polskiemu w Katowicach wobec braku danych dostatecznie uzasadniających popełnienie przestępstwa zostało umorzone śledztwo w sprawie zabójstwa ks. Franciszka Blachnickiego przez funkcjonariuszy państwa komunistycznego poprzez podanie mu trucizny. W toku tego postępowania Jolanta i Andrzej Gontarczykowie przyznali się do współpracy z SB. Ustalenia prokuratury wykazały, że oboje działali w celu rozbicia polskiego środowiska emigracyjnego w RFN, a ich działania doprowadziły do upadku finansowego drukarni w Carlsbergu. 14 marca 2023 Instytut Pamięci Narodowej wydał oświadczenie, w którym stwierdzono, że „śmierć ks. F. Blachnickiego nastąpiła na skutek zabójstwa poprzez podanie ofierze śmiertelnych substancji toksycznych”. Jak jednak wskazał rzecznik IPN dr Rafał Leśkiewicz rola małżeństwa Gontarczyków podlegać będzie badaniom, także historycznym, natomiast w żaden sposób nie można w tej chwili przesądzić o tym, jaki jest zakres ich odpowiedzialności.

### Zaangażowanie w ruch feministyczny i antydyskryminacyjny
U zarania III Rzeczypospolitej zaangażowała się w ruch feministyczny. W założonej w 1990 Demokratycznej Unii Kobiet pełniła funkcję sekretarza generalnego w kadencji 1991–1994, 1994–1997, a w 1997 została wybrana wiceprzewodniczącą. W latach 90. XX w. była aktywna w podejmowanej inicjatywie ustawodawczej w zakresie legalizacji aborcji oraz w ramach akcji na rzecz prawnej legalizacji związków tej samej płci.
W wyborach parlamentarnych 1997 bezskutecznie kandydowała do Sejmu RP III kadencji z listy Sojuszu Lewicy Demokratycznej w okręgu wyborczym nr 2, uzyskując 5409 głosów i zajmując trzecie miejsce na swojej liście (mandat uzyskało dwóch pierwszych kandydatów). W wyborach samorządowych 1998 uzyskała mandat radnej Sejmiku Województwa Mazowieckiego I kadencji (1998–2002) uzyskując 11 316 głosów, zasiadała w Klubie Radnych Sojuszu Lewicy Demokratycznej. Od 10 grudnia 2001 do 26 listopada 2002 pełniła funkcję członka Zarządu Województwa Mazowieckiego, odpowiadając m.in. za sprawy związane z kulturą. Bez powodzenia ubiegała się o reelekcję w wyborach samorządowych 2002, kandydując z listy Koalicyjnego Komitetu Wyborczego Sojusz Lewicy Demokratycznej – Unia Pracy (uzyskała trzeci wynik na liście, zaś mandat uzyskało dwóch pierwszych kandydatów). W rządzie Marka Belki od 13 maja 2004 pracowała na stanowisku zastępcy dyrektora Departamentu Administracji Publicznej w Ministerstwie Spraw Wewnętrznych i Administracji (pierwotnie zatrudniona na czas określony do 14 maja 2006), będąc odpowiedzialną za kontrolę funkcjonowania pracy administracji rządowej w województwach, gospodarowanie nieruchomościami stanowiącymi własność Skarbu Państwa, nadzór nad Zespołem do Spraw Koordynacji Strategii Antykorupcyjnej. W 1999 była inicjatorką Kongresu Kobiet SLD, następnie zaś jego przewodniczącą, w marcu 2005 weszła w skład zespołu powołanego przez Radę Krajową SLD celem opracowania nowej strategii programowej partii. W 2006 była doradcą Izby Włosko-Polskiej.

### Późniejsza działalność
Od 20 października 2006 pełni funkcję wiceprezesa Stowarzyszenia „Pro Humanum”, wcześniej była jego prezesem. Stowarzyszenie współzakładała w 2006. Cztery lata później pracowała nad projektem Warszawa Różnorodna, poświęconym problematyce środowisk LGBTQ, osób niepełnosprawnych, a także poradnictwa dla ludzi zagrożonych dyskryminacją i edukacji antydyskryminacyjnej. Następnie stała również na czele warszawskiej Komisji Dialogu Społecznego ds. Równego Traktowania. Aktywnie brała udział w Dniach Różnorodności organizowanych przez miasto stołeczne Warszawę. Jest współautorką opracowania Krajowego Programu Przeciwdziałania Dyskryminacji Rasowej, Ksenofobii i Związanej z Nimi Nietolerancji 2004–2009. Prowadzi także zajęcia poświęcone tematyce uprzedzeń i stereotypów, wielokulturowości oraz przeciwdziałania dyskryminacji i zarządzania różnorodnością. Jest autorką i koordynatorką ponad 15 projektów badawczych i edukacyjnych z zakresu równego traktowania, przeciwdziałania dyskryminacji i ochrony praw człowieka, jak również współautorką Poradnika Antydyskryminacyjnego dla funkcjonariuszy i funkcjonariuszek Policji. Prowadzi warsztaty antydyskryminacyjne według autorskich scenariuszy. Działalność jej stowarzyszenia była wspierana m.in. przez warszawski samorząd.
Od wielu lat współpracuje z Centrum Wielokulturowym w Warszawie, działając na rzecz praw uchodźców i migrantów. Po rozpoczęciu się wojny na Ukrainie zaangażowała się w pomoc uchodźcom z tego kraju.

## Życie prywatne
Była zamężna z Andrzejem Gontarczykiem, z którym się rozwiodła. Mają syna, który został lekarzem. Jako swoje hobby zadeklarowała taniec. Jest także podróżniczką.

## Odznaczenia i wyróżnienia
Postanowieniem Prezydenta RP Aleksandra Kwaśniewskiego z 6 marca 1997 została odznaczona Srebrnym Krzyżem Zasługi za wybitne zasługi w działalności społecznej. Postanowieniem Prezydenta RP Andrzeja Dudy z 29 lipca 2025 została go pozbawiona.